# Vajdácska
Vajdácska község Borsod-Abaúj-Zemplén vármegye Sárospataki járásában.

## Fekvése
A megyeszékhelytől, Miskolctól 83 kilométerre északkeletre helyezkedik el, a Bodrogközben. A legközelebbi város Sárospatak, melytől légvonalban 7, közúton mintegy 9 kilométerre fekszik keleti irányban.

### Megközelítése
Főutcája a 3805-ös út, ezen érhető el Sárospatak és a 381-es főút alsóberecki szakasza felől is.
Déli határszélét egy egészen rövid szakaszon érinti még a Sárospatak-Cigánd közti 3814-es út is.

## Története

### Középkorban
Első alkalommal 1308-ban említi a települést egy oklevél Voyda néven. Borostyán vártartomány és tartozékainak 1320-as felsorolása szerint „Detrik fiainak, Miklósnak és Istvánnak” birtoka. 1358-ban a nagyváradi káptalan birtokába kerül és egyházi birtok marad egészen 1945-ig. 1387-ben birtokcserével a Leleszi konvent tulajdona lesz.

### Az újkorban
1560 körül a török megszállás határvidéke. A Var(ga) János-monda szerint a portyázó törökök a vajdácskai (a máig élő helyi szóhasználattal: Vajdi) dombokról próbáltak átjutni a környező falvakba. A közeli Ágocz települést 1669-ben a török elpusztítja, a túlélők a faluban telepednek le.
A 17. század második felében a katolikus birtok lakosságának zöme már református vallású. A Leleszi prépostság II. József általi feloszlatását követően 1780-ban a jászói prépostsághoz kerül. A 18. század közepétől görögkatolikus ruszinok telepednek le a faluban.

### A 19-20. században
1811-ben megalapították a falu első iskoláját. Az 1825. évi összeírás szerint a lakosok száma 550 fő.
Az 1831-es kolerajárvány 28 áldozatot szed. Árvíz pusztítja el 1838-ban, 1846-ban és 1853-ban. 1844-ben tüdővész, 1846-ban éhínség ragad el sok lakost.
Fényes Elek a Magyarország Geographiai Szótára (1851) című művében az alábbiakat írja Vajdácskáról: "Vajdácska, Zemplén v. magyar falu, a Bodrogközben, S. Patakhoz 1 1/2 órányira: 69 romai, 214 g. kath., 327 ref., 6 zsidó lak. Ref. anyaszentegyház, 258 hold szántóföld, rétek."
1870 körül befejeződnek a több évtizedes árvízi gátépítési munkálatok. A falu elzártsága lassan megszűnik, a halászó, gyüjtögető életmód visszaszorul.
A "Vajdácska" név valószínűleg a nyelvújító Kazinczy Ferenc alkotása. Eredetileg az "Aranylábú" jelző is a nevéhez tartozott, mert a környező gazdag vízivilágot a település címerében egy aranylábú gólyamadár jelképezte. Amikor 1867-ben a földeket tagosítják, majd a vízjárta földeket lecsapolják, az aranyláb is elvész. Az immár egy tagban lévő hatalmas egyházi birtok, művelésére római katolikus vallású zselléreket telepítenek le.
1870-ben himlő, 1872-ben újabb kolerajárvány látogatja meg a települést. Tűzvész pusztítja el 1874, 1885 és 1897 években. A megélhetési gondok elől 1904 és 1914 között 217 fő, majd 1921 és 1935 között további 64 fő vándorol ki az Egyesült Államokba és Kanadába.

Vajdácskai népviselet 1900-as évek eleje

Az első világháborúban katonaként 168-an vesznek részt, közülük 40-en halnak meg a, 3-at eltűntnek nyilvánítanak. A második világháborúban kb. 200-an vesznek részt, az emberveszteség 50 fő. 1944 áprilisában a falu 44 zsidó lakosát hurcolják el a sátoraljaújhelyi gettóba, majd onnan Auschwitzba. Az I. román hadsereg egységei 1944. november 22-én foglalják el a települést.
1955-ben a sárospatakitól a sátoraljaújhelyi járáshoz kerül át. Vajdácskát 1953-ban kapcsolják rá az országos elektromos hálózatra, de a vízvezetéket csak 1988-ban építik meg.

## Közélete

### Polgármesterei
- 1990–1994: Iski Györgyné (független)[3]
- 1994–1998: Batta Istók János (független)[4]
- 1998–2002: Iski Györgyné (FKgP)[5]
- 2002–2006: Iski Györgyné (független)[6]
- 2006–2010: Kuik István (független)[7]
- 2010–2014: Kuik István (független)[8]
- 2014–2019: Ajtai Gábor (független)[9]
- 2019–2024: Ajtai Gábor (független)[10]
- 2024– : Kascsák János (független)[1]

## Népesség
A település népességének változása:
| Lakosok száma | 1346 | 1354 | 1316 | 1266 | 1178 | 1174 | 1177 |
|               | 2013 | 2014 | 2015 | 2021 | 2022 | 2023 | 2024 |

2001-ben a település lakosságának közel 100%-a magyar nemzetiségűnek vallotta magát.
A 2011-es népszámlálás során a lakosok 82,7%-a magyarnak, 11,5% cigánynak, 0,3% németnek mondta magát (17,2% nem nyilatkozott; a kettős identitások miatt a végösszeg nagyobb lehet 100%-nál). A vallási megoszlás a következő volt: római katolikus 23,3%, református 29,4%, görögkatolikus 20,8%, felekezeten kívüli 2,1% (23,6% nem válaszolt).
2022-ben a lakosság 92,2%-a vallotta magát magyarnak, 4,8% cigánynak, 0,5% németnek, 0,4% ruszinnak, 0,2% ukránnak, 0,1% örménynek, 0,1% bolgárnak, 0,8% egyéb, nem hazai nemzetiségűnek (7,8% nem nyilatkozott; a kettős identitások miatt a végösszeg nagyobb lehet 100%-nál). Vallásuk szerint 16,8% volt római katolikus, 28,6% református, 19,2% görög katolikus, 0,9% egyéb keresztény,4,5% felekezeten kívüli (30% nem válaszolt).

## Nevezetességei
- református templom
- görögkatolikus templom

## Hírneves vajdácskaiak
- Csomós Mari (1943–2023) a Nemzet Színésze címmel kitüntetett, Kossuth- és Jászai Mari-díjas magyar színművésznő, érdemes művész, a Halhatatlanok Társulatának örökös tagja.
- Kántor Lajos (1922–2013) magyar festő- és grafikusművész